# Мидлтаун (Нью-Йорк)
Мидлтаун — город в округе Ориндж, штат Нью-Йорк, США. Он расположен в районе долины реки Гудзон, недалеко от реки Уолкилл и предгорий гор Шаванганк.  

## Описание
Джон Грин приобрёл землю и, вероятно, заселил этот район около 1744 года. Из-за его расположения между другими поселениями жители приняли название Мидлтаун. Община стала деревней в 1848 году. Деревня была инкорпорирована в качестве города в 1888 году. Первая конгрегационалистская церковь Мидлтауна была основана в 1785 году. Строительство её первого здания было знаком того, что Мидлтаун становится деревней.
Мидлтаун рос в течение всего XIX века, чему способствовало строительство железной дороги Эри и железной дороги Нью-Йорк—Онтарио и Западной железной дороги. В ответ на рост стоимости жилья в Нью-Йорке, начиная с 1970-х годов, сюда начали переезжать сотрудники полиции, пожарные и другие работники города, поскольку местное жилье предлагало более выгодную стоимость. Эти жители, тратившие по два часа на дорогу в одну сторону, способствовали развитию экономики региона. Однако после 1986 года власти Нью-Йорка потребовали, чтобы муниципальные служащие проживали в городе , и Мидлтаун лишился этого источника жилого строительства. Население продолжало расти и в XXI веке, в то время как экономика в основном переориентировалась на сферу услуг и розничную торговлю, а региональный медицинский центр стал крупным работодателем в этом районе.

## Население
| 2010   | 2020    |
| ------ | ------- |
| 28 086 | ↗30 345 |

По данным переписи 2010 года население Мидлтауна составляло 28 086 человек. Этнический состав: 39,7% — латиноамериканцы, 36,6% — белые (без учета латиноамериканцев), 21,0% — афроамериканцы, 1,9% — азиаты и 0,8% — коренные американцы. 
По данным переписи 2000 года  в городе проживало 25 388 человек, насчитывалось 9 466 домохозяйств и 5 963 семьи.

## История

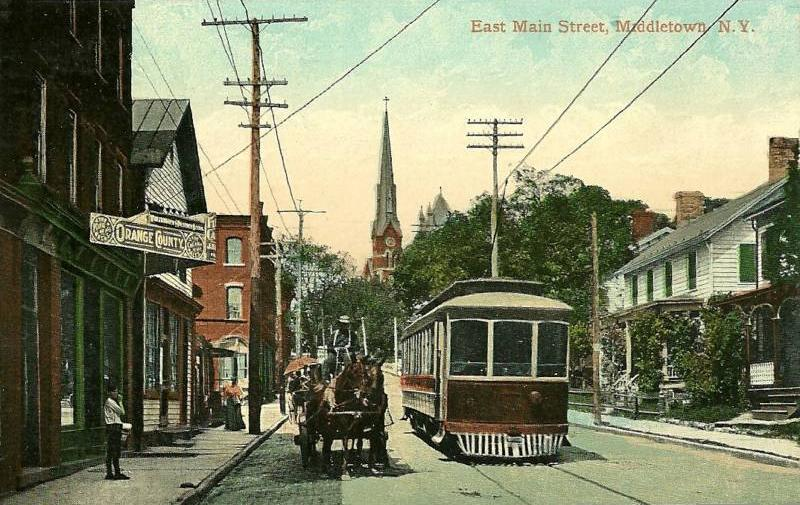
Ист-Мейн-стрит в 1909 году

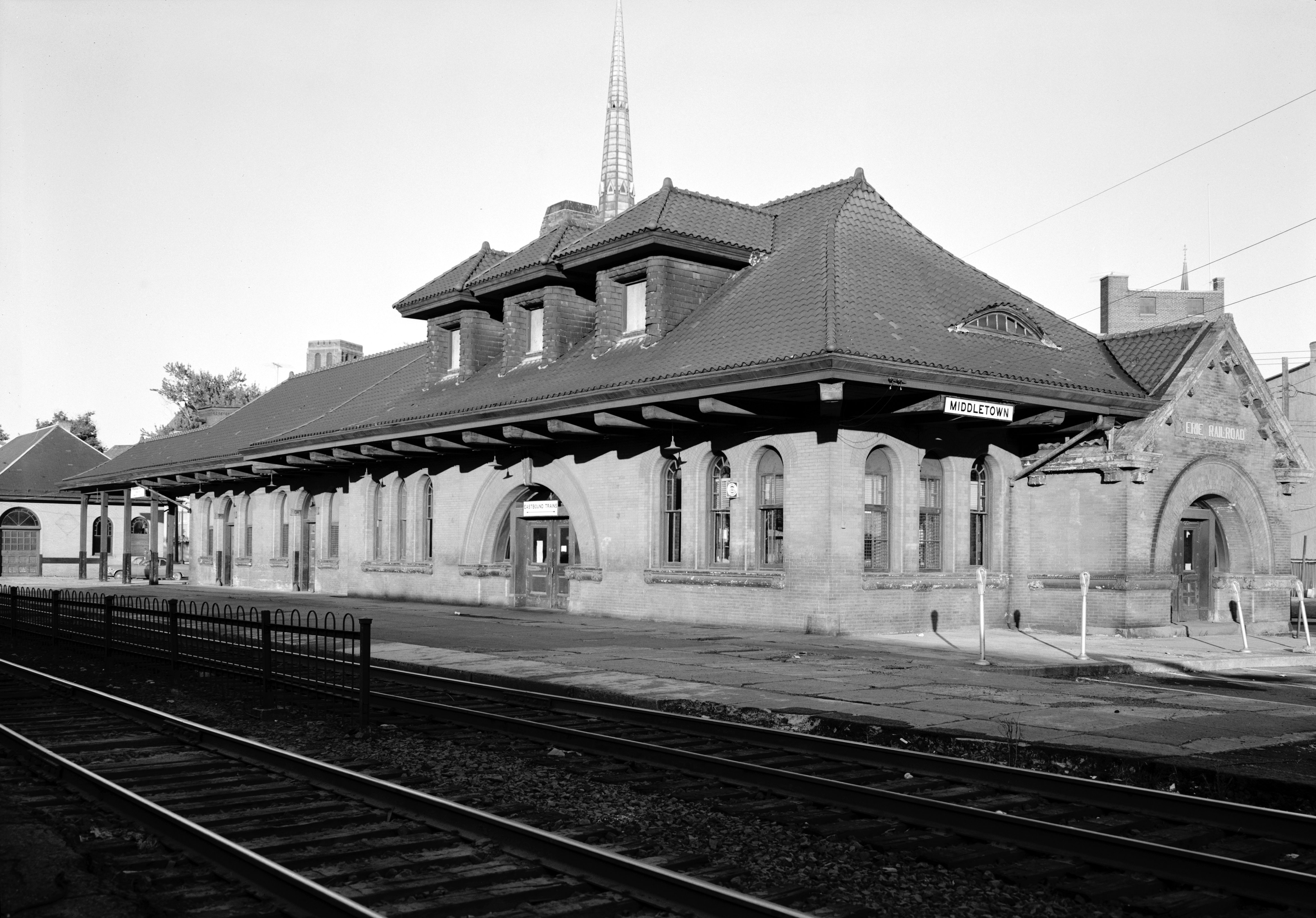
Станция Мидлтаун железной дороги Эри в 1971 году, сейчас библиотека Тралла

### Ранняя история
Джон Грин купил землю по патенту Деланси и, вероятно, поселился в этом районе около 1744 года. Из-за расположения между другими поселениями жители приняли название Мидлтаун, позже изменив его на Саут-Мидлтаун, чтобы избежать путаницы с соседним населённым пунктом. В конце концов, они отказались от слова «Саут», используя нынешнее название, когда в 1848 году община стала деревней. В 1888 году деревня получила статус города.
Первая конгрегационалистская церковь Миддлтауна, основанная в 1785 году, имеет самый высокий шпиль в центре города. Строительство первого здания стало признаком того, что Мидлтаун становится деревней. Нынешнее здание церкви было построено в 1872 году.

### Рост
Мидлтаун рос в течение XIX века, чему способствовало строительство железной дороги Эри и железной дороги Нью-Йорк, Онтарио и Западная железная дорога  (среди прочих). Город подвергся индустриализации, появились фабрики по производству различных видов продукции, в том числе обуви, лезвий для газонокосилок и мебели. Они успешно пережили эпоху Второй мировой войны.
Особняк Уэбба Хортона и прилегающие 18 акров земли были пожертвованы для основания колледжа округа Ориндж в 1950 году.
В связи с реструктуризацией промышленности к 1960-м годам большинство старых производственных предприятий закрылось. В 1968 году Мидлтаун присоединил к себе соседнюю деревню Амчир. В 1970-х годах экономика Миддлтауна и близлежащих районов понесла дополнительные удары из-за закрытия крупного завода Ford Motor Company в Махве, штат Нью-Джерси, и сокращения масштабов деятельности IBM в этом районе.
В ответ на рост стоимости жилья в Нью-Йорке, начиная с 1970-х годов, сюда начали переезжать сотрудники полиции, пожарные и другие работники города, поскольку местное жилье предлагало более выгодную стоимость. Эти пассажиры, тратившие по два часа на дорогу в одну сторону, способствовали развитию экономики региона. Однако после 1986 года власти Нью-Йорка потребовали, чтобы муниципальные служащие проживали в городе, и Мидлтаун лишился этого источника жилого строительства. Единственная оставшаяся в городе железная дорога — это грузовая линия Мидлтаун и Нью-Джерси. Население продолжало расти и в XXI веке, в то время как экономика в основном переориентировалась на сферу услуг и розничную торговлю, а региональный медицинский центр стал крупным работодателем в этом районе.

### Современный Мидлтаун
Деловой район в центре города пострадал от субурбанизации, которая отвлекла от него розничные предприятия. В конце 1960-х годов были построены торговая улица «Миля чудес» и супермаркет Lloyd's, а позднее — два торговых центра. Все они расположены в соседнем городе Уолкилл вдоль трассы 211, недалеко от пересечения трассы 17 и межштатной автомагистрали 84. К середине 1970-х годов торговый центр Ориндж-Плаза в городе Уолкилл привлёк в себя несколько магазинов из центра города, что ослабило центр города Миддлтаун. Также в городе Уолкилл в начале 1990-х годов открылась Galleria at Crystal Run, а в 2001 году торговый центр Shoppes at Orange Plaza заменил торговый центр Orange Plaza. Некоторые здания в центре города заброшены или не используются в полной мере, однако здесь уже давно существует оживленный центр города с малым бизнесом, профессиональными офисами, барами и ресторанами.
В центре города находится несколько исторических церквей. Здание мэрии и городского суда Миддлтауна находится на Джеймс-стрит. К процветающим районам относится Президентские высоты. Вдоль Хайленд-авеню выстроились большие дома в викторианском стиле, некоторые из самых больших из которых сейчас используются как дома престарелых. В других районах наблюдаются последствия потери рабочих мест и спада экономики. В окрестностях частично располагались небольшие молочные фермы, однако с 1980-х годов семейное фермерство пришло в упадок.
Мидлтаун является основным деловым адресом газеты Times Herald-Record и её владельца Local Media Group. Mediacom Communications Corp, компания кабельного и платного телевидения, имеет штаб-квартиру за пределами города, в городе Уолкилл. Это также место производства компании Bell Flavors & Fragrances.